# みかた残酷マラソン全国大会
みかた残酷マラソン全国大会（みかたざんこくマラソンぜんこくたいかい）は、兵庫県美方郡香美町小代区で毎年6月に行われているマラソン大会である。

## 概要
「みかた残酷マラソン全国大会」は、香美町小代区内の各所を巡る、高低差400ｍを周回するうねりのある24kmのハードコースを、個人戦（男女別・年齢別）・団体戦（4人1チームの合計タイム）で競う大会である。1993年に始まった。小代区は、氷ノ山後山那岐山国定公園に指定された1000m級の山々に囲まれている。その急傾斜地の自然を利用して、棚田や集落、森林の中の大きなうねりのある坂道を走るコースを設定している。標高差を利用したマラソン大会は、現在では各所で行われているが、その走りのひとつである。山岳地域である小代の高低差をプラスに捉えて活用した「残酷」なコースであるが、リピーターが多く、小代区の人口よりも多くの参加者が集まっている。
この大会の特徴のひとつは、多くの小代区民の応援・協力である。具体的にはまず、大会前から、小学生・中学生を中心に区民が参加者全員に応援メッセージを送り、交流をはかる。大会当日は沿道にて手づくりの旗を振り応援する。13か所の給水ポイントでは、小代区内の22の地区が協力し、それぞれ工夫を凝らした温かい応援ともてなしをする。ゴール会場では地元のボランティアスタッフ・中学生・婦人会が、冷たいトマト、ソーメン、飲み物などを振る舞い、選手の疲れを癒す。ここでも応援メッセージにより結ばれた選手と区民との交流が各所で行われている。こうした住民参加と、真の意味での「交流」が、この地域資源を活用した大会の持続につながっている。この点が評価され、この大会は香美町小代区の「日本で最も美しい村」連合加盟認定（2012年10月）の際の登録地域資源2つのひとつ（もうひとつは「『和牛のふるさと』としての小代」）となった。
上位入賞者には、但馬牛の肉が贈られる。
なお、毎年参加している高石ともやを交えた、有志による前夜祭も開催されている。

## 主催
みかた残酷マラソン全国大会実行委員会

## 種目
以下、いずれも男女別。制限時間は4時間である。
- 高校～29歳
- 30代
- 40代
- 50代
- 60歳以上

このほか、団体戦(男女・年代問わず、4人の合計タイムで競う。事務局申請)も存在する。

## 交通アクセス
- JR山陰本線八鹿駅より全但バス（秋岡行き）で約1時間の「小代学校前」下車。
- 全但バスの高速バスで大阪市の梅田阪急三番街バスターミナル発で峠口バス停まで。峠口バス停より同じく全但バスの秋岡行きに乗り換え小代学校前で下車。高速バスは要予約。
- 全但バス株式会社が、新大阪駅および神戸駅と小代とを結ぶマラソンバスを運行することがある[5]。